# CA 우니온
클루브 아틀레티코 우니온(스페인어: Club Atlético Unión)은 아르헨티나 산타페주 산타페를 연고로 하는 스포츠 클럽이다. 축구팀외에 양궁, 농구, 체조, 필드하키, 마샬 아츠, 배구, 롤러스케이팅, 수영팀이 있다. 축구팀은 1907년 4월 15일에 창단되었으며 현재는 아르헨티나 프리메라 디비시온에 참가하고 있다.

## 선수 명단

### 현역
참고: FIFA 자격 규정에 따라 소속된 국가대표팀 국기를 표시합니다. 선수는 복수의 FIFA 비회원국 국적을 가지고 있을 수 있습니다.
| 번호 | 포지션 | 국적 | 이름 |
| ---- | ------ | ---- | ---- |

| 번호 | 포지션 | 국적     | 이름            |
| ---- | ------ | -------- | --------------- |
| 25   | GK     | 우루과이 | 티아고 카르도소 |

## 역대 감독
| 감독                 | 임기        |
| -------------------- | ----------- |
| 후안 카를로스 로렌소 | 1975 ~ 1976 |
| 네리 품피도          | 1999 ~ 2001 |
| 네리 품피도          | 2012 ~ 2013 |

틀:CA 우니온 선수 명단